# Павлюк Людмила Степанівна
Людмила Степанівна Павлюк (до шлюбу Петрук) (11 січня 1967, Луків (смт)[джерело?]) — українська науковиця, журналістка, поетка, перекладачка. Доцентка кафедри мови засобів масової інформації факультету журналістики Львівського національного університету імені Івана Франка.

## Ранні роки
Вищу освіту здобула на факультеті журналістики Львівського національного університету імені Івана Франка (1985—1990), який закінчила з відзнакою. Працювала в газеті «За вільну Україну» у перші місяці її створення 1990 року[джерело?], а восени 1991-го розпочала викладацьку працю на факультеті журналістики Львівського національного університету імені Івана Франка. Кандидатка філологічних наук за спеціальністю «Журналістика».

## Наукова діяльність
У 1996 році захистила кандидатську дисертацію на тему структурно-концептуальних особливостей політичної публіцистики національно-визвольних змагань — за текстами М. Грушевського, В. Винниченка, Д. Донцова.
Має наукові публікації у друкованих і електронних виданнях європейських країн, Канади і США.
Перші подорожі до США у 1998, 1999, 2000 роках пов'язані із участю в програмі розвитку творчої ініціативи молодих викладачів, яка передбачала декілька почергових циклів перебування в гостьовому американському закладі освіти (університет Аризони міста Тусон) і наступної реалізації розроблених під час стажування проєктів в українському виші. Випускниця програми Faculty Incentive Fellowship Program (USIA-OSI).
У 2005 році Людмила Павлюк була стипендіаткою програми імені Фулбрайта в Інституті Кеннана у Вашингтоні, вивчала дотичну до власного дослідницького проекту «дискурсної конфліктології» проблематику аналізу термінології і символічних елементів політичного дискурсу, риторики передвиборчих кампаній, інформаційної політики, лінгвістичних конструкцій ідентичності у масмедіа[джерело?].
На факультеті журналістики Львівського національного університету імені Івана Франка Павлюк викладає лекційні курси «Текст і комунікація», «Текстознавство», проводить заняття із дисциплін «Практична стилістика української мови», «Редагування в ЗМІ».

## Основні публікації
Підготувала й опублікувала посібники «Знак, символ, міф у масовій комунікації» (2006), «Риторика, ідеологія, персвазивна комунікація» (2009), «Текст і комунікація: основи дискурсного аналізу» (2010). Розглядові конфліктних чинників розвитку українського суспільства за час другого десятиріччя незалежності присвячене монографічне дослідження Людмили Павлюк «Дискурс екстрем, публічна сфера, і формування української ідентичності: Нариси української політичної комунікації 2001—2011 років» (2012). Наступні публікації стосуються аналізу мови пропаганди та стратегій репрезентації військового конфлікту в мас-медіа[джерело?].

### Вибрані навчальні та наукові видання
Книги:
1. Знак, символ, міф у масовій комунікації. Навч. посібник. — Львів: ПАІС, 2006. — 120 c.
2. Риторика, ідеологія, персуазивна комунікація — Львів: ПАІС, 2007. — 168 c.
3. Текст і комунікація: основи дискурсного підходу. — Львів: ПАІС, 2009. — 76 с.
4. Павлюк Л. С. Дискурс екстрем, публічна сфера і формування української ідентичності / Л. С. Павлюк. — Львів: ПАІС, 2012. — 416 с.

Статті:
1. Vocabularies of Colliding Realities: A Representation of Conflict and War in the Ukrainian Media, " in Ukraine after the Euromaidan: Challenges and Hopes. Peter Lang: Bern, 2014, pp. 241—255.
2. Українсько-російські інформаційні війни: афекти, сценарії, комунікативні практики // Рідна Мова. — Балч, Польща, 2014, С. 6-17.
3. Від homo sovieticus до пост-homo sovieticus: фантомно-гібридна реальність українських трансформацій епохи незалежності // Агора: Українські перспективи. — К.: Стилос, 2013. — С. 29-40.
4. Соціальна концептосфера в українських мас-медіа: означники стратифікаційних процесів і символи ринкових відносин // Світ соціальних комунікацій. — Т. 9. — Київ, 2013. — С. 80-84.
5. Двосічний меч легітимності: проекції діяльності влади у політичному дискурсі мас-медіа // Агора: Наука без кордонів. — К.: Стилос, 2012. — С. 115—122.
6. Holding together Ukraine's East and West: Discourses of Cultural Confrontation and Reconciliation in Ukrainian Mass Media, in From Sovietology to Postcoloniality: Poland and Ukraine from a Postcolonial Perspective, Stockholm: Sodertorn hogskola, 2007, pp. 177—192.
7. Extreme Rhetoric in the 2004 Presidential Campaign: Images of Geopolitical and Regional Division, in Canadian Slavonic Papers, vol. 47, (3-4), 2005, pp. 293—316.
8. Павлюк Л. С. Політична оцінка й етичне судження у викладанні соціогуманітарних дисциплін: легітимність джерел та діалог інтерпретацій; Pavlyuk L. Political Evaluation and Ethical Judgment in Teaching Humanities and Social Sciences: A Search for Common Sources and Negotiating Diverging Meanings / Л. С. Павлюк; L. Pavlyuk // Вища освіта в Україні: інтернаціоналізація, реформи, нововведення. — Київ, 2012. — C. 79–80, 109—111.
9. Заголовок у дискурсі мас-медіа: семантико-змістові риси і функціонально-структурні типи // Телевізійна й радіожурналістика. Збірник науково-методичних праць. — Вип. 9. — Ч. 2. — Львів, 2010. — С. 285—293.
10. Holding together Ukraine's East and West: Diskourses of Cultural Confrontation and Reconciliation in the Ukrainian Mass Media / From Sovietology to Postcoloniality. — Stockholm, 2008.
11. Теорія дискурсу: соціокультурні підходи // Наукові записки. Серія «Філологічна». — Острог: Національний університету «Острозька академія». — Вип. 7. — 2007. — С. 125—136.
12. Аксіологічні і структурні характеристики дискурсу реклами у мас-медіа // Вісник Львівського університету. — Серія «Журналістика». — Вип. 29. — 2006. — С. 280—287.
13. Символ та ідентифікація в політичному дискурсі мас-медіа // Журналістика: Науковий збірник. — Вип. 5 (30). — К: Ін-т журналістики, 2006. — С. 48-57.
14. Символ як одиниця комунікації: логіко-психологічні, мовні і соціальні аспекти // Наукові записки Національного університету «Острозька академія». Серія «Філологічна». — Вип. 5. — Острог, 2005. — С. 102—114.
15. Дискурс екстрем: регіональні реакції на зовнішньополітичні і внутрішньополітичні ініціативи влади // Національна безпека України. — К., 2004. — С. 95–105.

### Книги поезій
1. Павлюк Злата. Міграції: Апріорі, 2016. — 192 с.
2. Павлюк Злата. Друга Zeмля. — Львів: Апріорі, 2019. — 196 с.

Злата Павлюк — поетичний псевдонім Людмили Степанівни Павлюк.
Одружена. Чоловік, Павлюк Ігор Зиновійович, — письменник, провідний науковий працівник відділу української літератури XX століття та сучасного літературного процесу Інституту літератури ім. Тараса Шевченка НАН України у м. Києві, професор кафедри української преси Львівського національного університету ім. Івана Франка, доньки — Надія (1991 р. н.) і Олеся (1993 р. н.).